# 35-й саміт G8

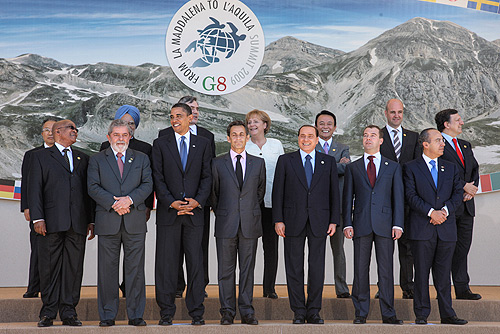

35-й саміт Великої вісімки — зустріч на вищому рівні керівників держав Великої вісімки, проходив 7—9 липня 2009 року в місті Л'Аквіла (Абруццо, Італія).

## Учасники
| Core G7 members   |                   |                           |                           |
| Учасник           | Учасник           | Представляє               | Посада                    |
| Канада            | Канада            | Стівен Гарпер             | Прем'єр-міністр           |
| Франція           | Франція           | Ніколя Саркозі            | Президент                 |
| Німеччина         | Німеччина         | Ангела Меркель            | Канцлер                   |
| Італія            | Італія            | Сільвіо Берлусконі        | Прем'єр-міністр           |
| Японія            | Японія            | Асо Таро                  | Прем'єр-міністр           |
| Велика Британія   | Велика Британія   | Ґордон Браун              | Прем'єр-міністр           |
| США               | США               | Барак Обама               | Президент                 |
| Європейський Союз | Європейський Союз | Жозе Мануел Баррозу       | Президент ЄС              |
| Європейський Союз | Європейський Союз | Фредрік Райнфельдт        | Голова Європейської Ради  |
| Росія             | Росія             | Дмитро Медведєв           | Президент                 |
| Гості             |                   |                           |                           |
| Гість             | Гість             | Представляє               | Посада                    |
| Бразилія          | Бразилія          | Луїз Інасіу Лула да Сілва | Президент                 |
| КНР               | Китай             | Дай Бінго                 | Міністр закордонних справ |
| Індія             | Індія             | Манмоган Сінґх            | Прем'єр-міністр           |
| Мексика           | Мексика           | Феліпе Кальдерон          | Президент                 |
| ПАР               | ПАР               | Джейкоб Зума              | Президент                 |